# 三疊溪 (地名)
三疊溪，是臺灣嘉義縣溪口鄉的一個傳統地域名稱，位於該鄉最東端。相較於今日行政區，其範圍大致為疊溪村不含西部邊界地帶。

## 歷史
台灣日治初期，三疊溪地區為一街庄（舊制街庄），稱為「三疊溪庄」，隸屬於打貓南堡。該庄北及東隔三疊溪與下埤頭庄、潭底庄為界，南邊為崙仔頂庄、頂藔庄，西邊及西北邊為柳仔溝庄。
1901年（日治明治三十四年）11月11日，全台設置二十廳，該庄隸屬於嘉義廳。1904年（明治三十七年）2月15日，該庄編入「崙仔頂區」，隸屬於嘉義廳。1909年（明治四十二年）10月25日，全台整併二十廳為十二廳，該庄仍隸屬於嘉義廳。1910年（明治四十三年）1月18日，各區管轄區域調整，該庄改隸屬於嘉義廳的「雙溪口區」。
1920年（大正九年）10月1日，全台廢十二廳改設五州二廳，該庄改制為「三疊溪」大字，隸屬於臺南州嘉義郡溪口庄（新制街庄）。
戰後溪口庄改制為溪口鄉，隸屬於臺南縣，大字亦改制為村。1950年（民國39年）10月，雲、嘉、南分治，溪口鄉改隸屬於嘉義縣。

## 聚落
本地區發展較早的聚落有三疊溪、下員林等，在日治期初期的官方地圖上已有記載。

## 交通
台鐵縱貫線是台灣西部南北向鐵路幹線，經過本地區中部偏東地帶。最近的車站在北側為大林車站，在南側為民雄車站。兩站均屬三等站，均停靠部分自強號、莒光號列車及全部區間車；由此等可前往台鐵沿線各站。
國道1號又稱「中山高速公路」，是台灣西部兩條縱向高速公路之一，經過本地區西部。最近的交流道在北側是縣道162號交會處的大林交流道，在南側是縣道164號交會處的民雄交流道。由此等可快速前往國道1號沿線各地。
省道台1線又稱「縱貫公路」，是臺北至楓港的傳統平面幹道，經過本地區下員林聚落。由該道路北行可前往大林鎮、雲林縣大埤鄉/斗南鎮交界、斗南鎮、虎尾鎮東端、莿桐鄉等地，南行可前往民雄鄉、嘉義市、嘉義縣水上鄉、臺南市後壁區等地。
鄉道嘉92線是下崙至下員林的道路。

## 學校
- 柳溝國小疊溪分校